# Boara Polesine
Boara Polesine è una frazione del comune di Rovigo. Da sempre comune autonomo, con le borgate di  Granzette e Cantonazzo e, in seguito, con la frazione di  Mardimago, sorge sulla riva destra dell'Adige, che la divide dall'abitato di Boara Pisani, (fino alla seconda metà del XVI secolo unica realtà) in provincia di Padova, collegandola tramite un ponte sulla Strada statale 16 Adriatica.

## Geografia
Boara Polesine sorge lungo la sponda destra dell'Adige, a 4,7 km a nord di Rovigo.

## Storia

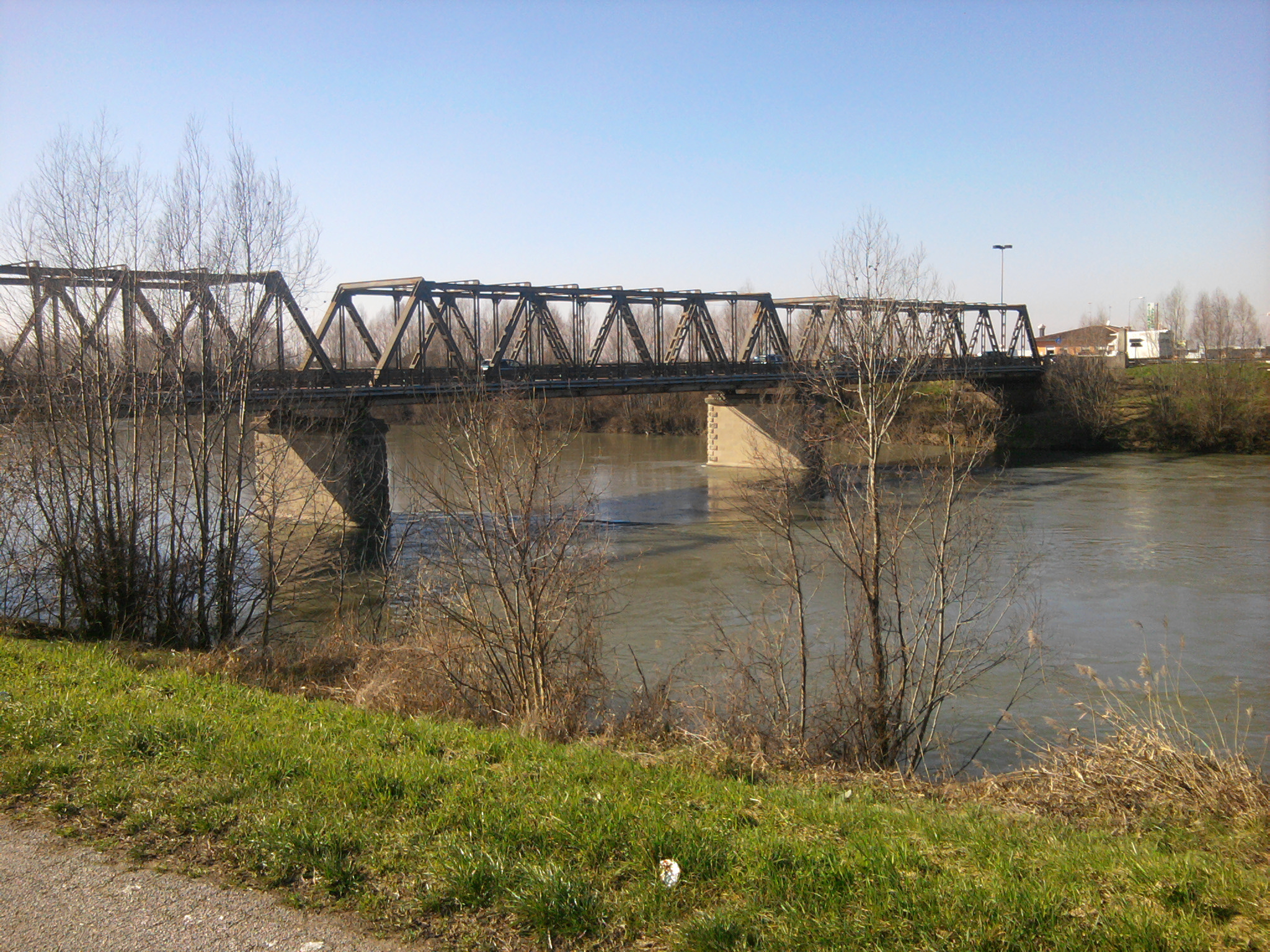
Il ponte stradale della Strada statale 16 Adriatica che supera l'Adige.

Boara Polesine è una delle comunità più antiche del Polesine di Rovigo. Le prime notizie documentali risalgono al XII secolo e ci danno notizia di un insediamento abitato di esigue dimensioni, composto da costruzioni in legno e canna realizzate attorno al corso del fiume Adige. 
Da sempre ha incuriosito il significato del nome del paese, Boara, il cui significato si spiega facendo ricorso al sostantivo longobardo bouga che significa anello, curva, ansa. Tale espressione era usata in longobardo anche per indicare le tortuosità dei fiumi. Se si considera che in questa zona la conformazione primitiva del corso del fiume Adige era caratterizzata da molteplici anse e tortuosità (progressivamente rettificate a partire dal XVII secolo per evitare disastrose rotte), si comprende che il significato del toponimo di Boara è "Curva del Fiume".
Comunità unitaria che si sviluppava attorno ad entrambe le sponde dell'Adige, si riconosceva nella chiesa di san Zenone vescovo, sotto la giurisdizione della diocesi di Adria, senza distinzione fra Polesine e Pisani.
Solo a seguito della creazione nel 1563 da parte dei Pisani di una nuova parrocchia nelle loro possessioni in sinistra Adige si può parlare di Boara nel Polesine, per distinguerla dalla parte sinistra Adige.
Attività tipica era la pesca, la salatura del pesce e, più tardi, l'attività della macinazione dei cereali grazie alla presenza di numerosi mulini fluviali, come pure quella del trasporto di merci sul fiume esercitata di barcari. A partire dal XVII secolo si intensifica anche l'agricoltura. 
Durante la seconda guerra mondiale (1940-1945) a motivo della presenza dei ponti sull'Adige, Boara Polesine fu oggetto di oltre centoquaranta bombardamenti aerei, che distrussero il ponte ferroviario (17 agosto 1944), il ponte sulla Statale 16 (20 aprile 1945), ma anche molte abitazioni civili, la parrocchiale, il comune ottocentesco e l'intera piazza del paese, facendo quattordici vittime civili.
Boara Polesine fu comune autonomo: aveva come borgate Granzette e Cantonazzo e frazione (dal periodo austriaco)  Mardimago. Il codice ISTAT era 02980 sino al 1927, anno in cui fu soppresso e inglobato nel comune di Rovigo assieme ad altri comuni quali Borsea, Buso-Sarzano, Concadirame, Grignano di Polesine e Sant'Apollinare con Selva.

## Monumenti e luoghi d'interesse

Rappresentazione del forte di Boara Polesine.

A Boara Polesine esisteva uno dei quattro forti austriaci costruiti dopo la seconda guerra d'indipendenza e distrutti durante la terza. 
 
Ad oggi non v'è più traccia se non una rappresentazione su carta.

### Architetture religiose
- Chiesa di San Zenone - L'edificio, unica chiesa presente nell'abitato, fu eretta tra il 1763, anno in cui fu posta la prima pietra, e il 1769, quando fu inaugurata dal vescovo di Adria Arnaldo Speroni degli Alvarotti. Realizzata per sostituire la precedente chiesa edificata  nel XIII sec. e più volte rimaneggiata. Quella chiesa aveva l'abside ad est e facciata rivolta ad ovest, era edificata a ridosso dell'argine dell'Adige, leggermente più ad ovest rispetto all'attuale. Anche quella chiesa era dedicata a san Zeno di Verona, santo cristiano del IV secolo e ottavo vescovo della Diocesi di Verona. L'attuale chiesa conserva al suo interno alcune opere provenienti dall'originario edificio di culto tra i quali la Vergine della Cintura fra i santi Zenone e Agostino, pala d'altare opera del pittore polesano Mattia Bortoloni (1718 circa), e la statua di una Madonna col Bambino realizzata dallo scultore padovano Antonio Bonazza nel 1745. Al suo interno è inoltre presente un organo a canne costruito da Gaetano Callido nel 1780. La chiesa conserva anche pregevoli affreschi del pittore bellunese Teodoro Licini nella cappella del Battistero (1951).

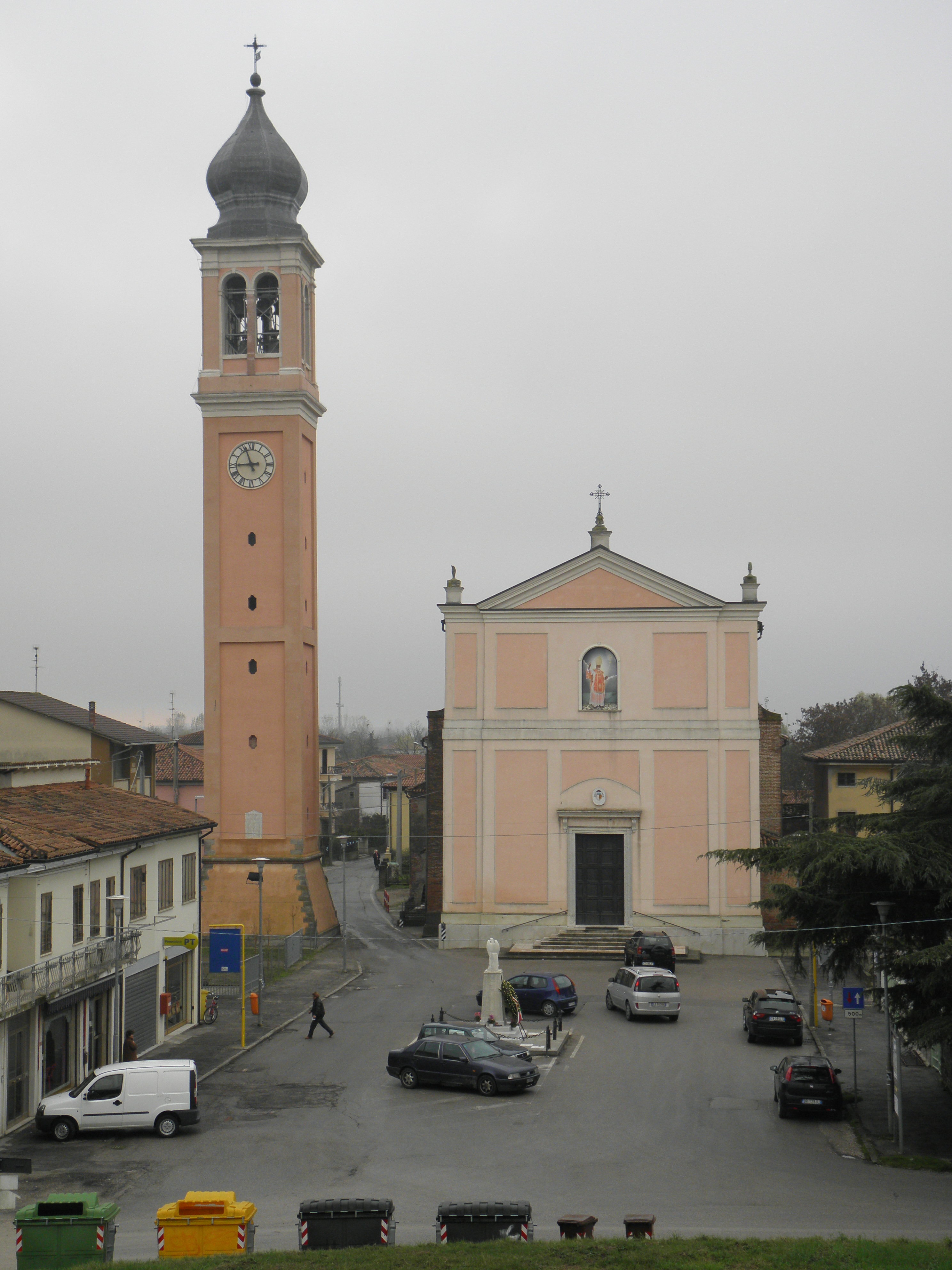
La chiesa parrocchiale di San Zenone Vescovo.

## Società

### Evoluzione demografica
Abitanti censiti